# Gertrude Baines

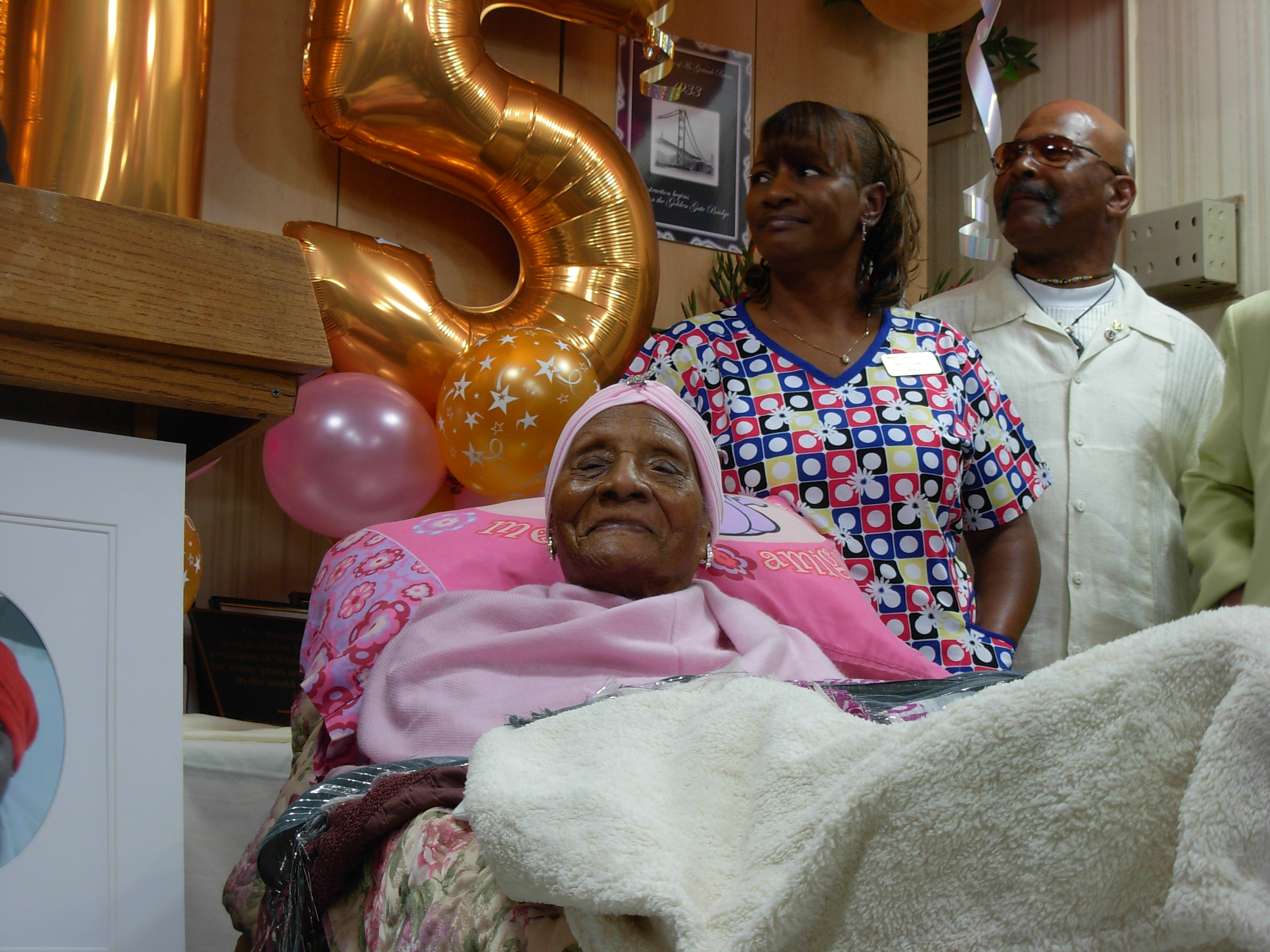
Gertrude Baines a 115 anni.

Gertrude Baines (Shellman, 6 aprile 1894 – Los Angeles, 11 settembre 2009) è stata una supercentenaria statunitense vissuta 115 anni e 158 giorni.

## Biografia
Gertrude Baines, figlia di ex schiavi, era un'afroamericana georgiana. Da bambina fece un viaggio in auto verso il Canada, in un'epoca in cui era raro lasciare anche solo la città natale. Si sposò con Sam Conly, stabilendosi in Ohio, gestendo un alloggio per studenti universitari a Columbus. Dal matrimonio nacque una figlia, Annabelle, che morì all'età di 18 anni dopo aver contratto il tifo. In seguito alla scomparsa della figlia, il suo matrimonio fallì. Dopo il divorzio, Gertrude si stabilì a Los Angeles, vivendo in casa sua fino all'età di 105 anni e ricoverandosi poi in una casa di riposo della città californiana, la Western Convalescent Home a Jefferson Park. Qui visse conservando uno stato di salute abbastanza buono, nonostante soffrisse di artrite e utilizzasse una sedia a rotelle.
La signora Baines, che di professione era una governante, affermò spesso "devo la mia longevità al Signore e al fatto che non ho mai bevuto, non ho mai fumato, né fatto nulla di stupido". Dichiarò di preferire l'ozio alle attività ricreative, mantenendo per il resto una dieta variata con una particolare predilezione per i dolci.
Nel novembre 2008 fu elettrice di Barack Obama alle elezioni presidenziali, facendo notizia sui media locali, spiegando che lo sostenne "perché è per le persone di colore". Era la seconda volta che votava nella sua vita, la prima volta fu per John Fitzgerald Kennedy.
Decana degli afroamericani (che però chiamava ancora "gente di colore"), è la più longeva georgiana di tutti i tempi. Nel gennaio 2009, dopo la morte di Maria de Jesus divenne la decana dell'umanità, festeggiando nello stesso anno i suoi 115 anni di età. È morta 158 giorni dopo, l'11 settembre 2009 alle 7 del mattino in un ospedale di Los Angeles. È stata l'ultima persona vivente nata nell'anno 1894.

## Traguardi di longevità
- Il 9 settembre 2006, a 112 anni e 156 giorni, viene convalidata dal Gerontology Research Group e inserita nella lista dei supercentenari, nonché nominata nel libro del Guinness dei primati.
- L'8 ottobre 2007, superando la francese Simone Capony, a 113 anni e 185 giorni entra tra le 100 persone più longeve accertate.
- Il 1º novembre 2008, a 114 anni e 209 giorni supera Carrie Lazenby (1882–1996), e diventa la più longeva persona mai nata nello stato americano della Georgia.
- Il 26 novembre 2008 in seguito alla morte di Edna Parker, a 114 anni e 234 giorni diventa la più longeva americana vivente e la seconda nel mondo.
- Il 6 dicembre 2008 in seguito alla morte di Catherine Hagel, a 114 anni e 244 giorni diventa l'ultima persona superstite dell'anno 1894.
- Il 2 gennaio 2009 in seguito alla morte di Maria de Jesus, a 114 anni e 271 giorni diventa la decana dell'umanità.
- Il 10 settembre 2009, a 115 anni e 157 giorni diventa la sedicesima persona più longeva di tutti i tempi.
- L'11 settembre 2009 muore in un ospedale di Los Angeles.